# 小行星4851
小行星4851（英語：4851 Vodopʹyanova）是一颗围绕太阳公转的小行星。1976年10月26日，塔瑪拉·米哈伊洛夫那·斯米爾諾娃在克里米亚发现了此天体。
这颗小行星的绝对星等为92.10767865769424等。